# Rufin MC
Rufin MC, właściwie Rufin Artur Piekut (ur. 4 kwietnia 1980) – pochodzący z Piaseczna freestyle'owiec. Zwycięzca I edycji Wielkiej Bitwy Warszawskiej. Zajmuje się głównie prowadzeniem koncertów, wydarzeń kulturalnych oraz imprez. Wystąpił w przedstawieniu teatralnym 12 ławek.
Współpracował z takimi wykonawcami, jak m.in. Bauagan Mistrzów, MouseTrap, Fazi Mielczarek, DJ Spike, DJ Spox, DJ 600V, DJ Twister i inni.

## Dyskografia
Występy gościnne
| Tytuł                                       | Rok  | Utwór                                                                                     | Źródło |
| ------------------------------------------- | ---- | ----------------------------------------------------------------------------------------- | ------ |
| Proceente – Znaki zapytania                 | 2004 | "Pociąg" (gościnnie Rufin MC)                                                             | [ 5 ]  |
| DJ K-Det – Instynkt                         | 2004 | "Freestyle (Styl wolny)" (gościnnie Rufin MC)                                             | [ 6 ]  |
| DJ 600V – Style (operacja zrób to głośniej) | 2004 | "Głośno i wyraźnie" (gościnnie Rufin MC) "Głośno i wyraźnie (Remix)" (gościnnie Rufin MC) | [ 7 ]  |
| Siła Dźwięq – Funkrok24                     | 2005 | "Sztuczne uśmiechy" (gościnnie Jasiek, Rufin MC)                                          | [ 8 ]  |
| Numer Raz & DJ Abdool – Dokładnie tak       | 2007 | "Wolny styl" (gościnnie Rufin MC)                                                         | [ 9 ]  |
| Numer Raz – Ludzie, maszyny, słowa          | 2009 | "Nasze rządy" (gościnnie Ten Typ Mes, Rufin MC, Pablopavo)                                | [ 10 ] |
| Szpak – Kontrast                            | 2011 | "To płynie skąd stąd" (gościnnie Katarzyna Molenda, Kejraz, Rufin MC, WueR)               | [ 11 ] |

Kompilacje różnych wykonawców
| Tytuł    | Rok  | Utwór                                          | Źródło |
| -------- | ---- | ---------------------------------------------- | ------ |
| 12 ławek | 2005 | Rufin MC – "Styl - improwizacja (Ławka druga)" | [ 12 ] |

## Nagrody i wyróżnienia
| Konkurs                 | Rok  | Kategoria  | Uwagi      | Źródło |
| ----------------------- | ---- | ---------- | ---------- | ------ |
| Wielka Bitwa Warszawska | 2003 | eliminacje | 1. miejsce | [ 3 ]  |
| Wielka Bitwa Warszawska | 2003 | finał      | 1. miejsce | [ 3 ]  |